# Соколова (деревня, Каменский муниципальный округ)
Соколова — деревня в Каменском районе Свердловской области России. Входит в Каменский муниципальный округ. Ранее входила в состав Кисловского сельсовета Каменского района.

## География
Деревня Соколова расположена в 28 километрах (по автотрассе в 32 километрах) к западо-северо-западу от города Каменска-Уральского, преимущественно на левом берегу реки Камышенки (левого притока Исети). На Камышенке, чуть выше деревни по течению, имеется пруд. В полутора километрах южнее деревни Соколовой проходит ветка Екатеринбург — Курган. В трёх километрах к западу от Соколовой расположена станция Храмцовская (в посёлке Совхозном), а в трёх километрах к юго-востоку — остановочный пункт Кисловское Свердловской железной дороги.

## Часовня
В 1865 году была построена деревянная часовня, которая была освящена в честь Василия Великого в 1865 году. В советское время была снесена.

## Население
| 2002 | 2010 | 2021 |
| ---- | ---- | ---- |
| 245  | ↘216 | ↗232 |

Структура
По данным Всероссийской переписи населения 2002 года, в деревне Соколовой проживали 245 человек, все русские. По данным переписи населения 2010 года, в деревне проживали 216 человек — 91 мужчина и 125 женщин.